# Слободищево (Вологодская область)
Слободищево — деревня в Сокольском районе Вологодской области.
Входит в состав Чучковского сельского поселения, с точки зрения административно-территориального деления — в Чучковский сельсовет. Расположена к югу от автодороги А123.
Расстояние по автодороге до районного центра Сокола — 84 км, до центра муниципального образования Чучкова — 1 км. Ближайшие населённые пункты — Андреевское, Васильевское, Ченцово, Скоморохово, Чучково, Погорелово.
По переписи 2002 года население — 21 человек (8 мужчин, 13 женщин). Всё население — русские.